# Daniel Curtis Lee

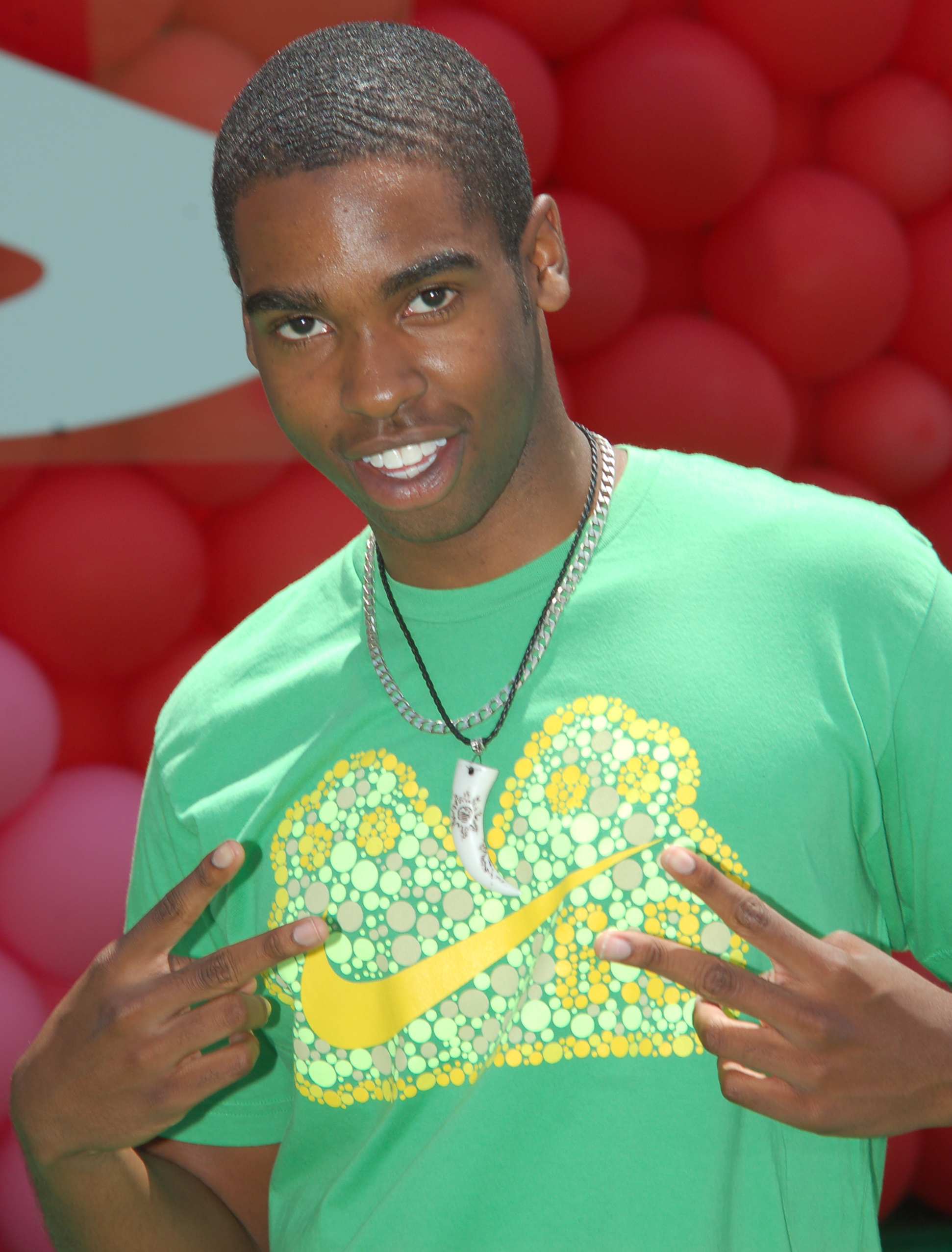
Daniel Curtis Lee bei der Premiere von Oben 2009

Daniel Curtis Lee (* 17. Mai 1991 in Jackson, Mississippi) ist ein US-amerikanischer Schauspieler.

## Leben
Lee spielte als Simon Nelson-Cook in der Serie Neds ultimativer Schulwahnsinn neben Ned Bigby (Devon Werkheiser) und Jennifer Mosely (Lindsey Shaw) eine Hauptrolle. Von 2009 bis 2012 hatte er eine weitere Hauptrolle als Korneilius „Kojo“ Jonesworth in der Disney-XD-Serie Zeke & Luther inne. Des Weiteren spielt Lee in einem Theater namens Grease.
Er wohnt in Long Beach, Kalifornien. Lee ist der Bruder von Nathaniel Lee, Jr.

## Filmografie
- 2001: The Rising Place
- 2002: First Monday (TV-Serie, 1 Episode)
- 2002: Friday After Next
- 2003: The Shield (TV-Serie, 1 Episode)
- 2004–2007: Neds ultimativer Schulwahnsinn (Ned’s Declassified School Survival Guide) (TV-Serie, 55 Episoden)
- 2009–2012: Zeke & Luther (Zeke and Luther) (TV-Serie, 67 Episoden)
- 2011: Meine Schwester Charlie (Good Luck Charlie) (TV-Serie, 2 Episoden)
- 2011: Pixie Hollow Games (Synchronstimme)
- 2012: Glee (TV-Serie, 4 Episoden)
- 2015: Crazy Ex-Girlfriend (TV-Serie, 1 Episode)
- 2019: 9-1-1 (TV-Serie, 2 Episoden)
- 2019: Evening Installation
- 2020: Game On: Das große Comedy-Crossover (Game On: A Comedy Crossover Event) (TV-Serie, 1 Episode)